# ویلیام ارسکین، بارونت اول
ویلیام ارسکین، بارونت اول (انگلیسی: Sir William Erskine, 1st Baronet؛ 1719 – 19 مارس ۱۷۹۵ (۷۵−۷۶ سال)) فرد نظامی اهل پادشاهی بریتانیای کبیر بود.